# Ligne Kaikyō
La ligne Kaikyō (海峡線, Kaikyō-sen) est une ligne ferroviaire de la compagnie JR Hokkaido qui relie la gare de Naka-Oguni sur l'île de Honshū et la gare de Kikonai sur l'île de Hokkaidō au Japon. La ligne emprunte le tunnel du Seikan sur une grande partie du trajet.

## Histoire
- 1988 : ouverture de la ligne et du tunnel du Seikan
- 2014 : fermeture des gares de Tappi-Kaitei, Yoshioka-Kaitei et Shiriuchi[1]
- 2016 : mise en service de la ligne Shinkansen Hokkaidō, les trains de passagers reliant l'île de Honshū et l'île de Hokkaidō sont supprimés

## Caractéristiques
- longueur : 87,8 km
- écartement des voies : double écartement de 1 067 mm et 1 435 mm
- nombre de voies : 2
- électrification : courant alternatif 25 000 V - 50 Hz depuis 2016 (auparavant en 20 000 V - 50 Hz)
- vitesse maximale : 140 km/h

## Services et interconnexions
De 1988 à 2016, la ligne Kaikyō faisait partie de la ligne Tsugaru-Kaikyō permettant de relier Aomori sur l'île de Honshū et Hakodate sur l'île de Hokkaidō via le tunnel du Seikan. De ce fait, des trains de fret et de nombreux trains de passagers transitaient par la ligne :
- Rapid
  - Kaikyō : de 1988 à 2002 (Aomori - Hakodate)
- Express
  - Hanamasu : de 1988 à 2016 (Aomori - Sapporo)
- Limited Express
  - Hatsukari : de 1988 à 2002 (Morioka - Hakodate)
  - Super Hakuchō et Hakuchō : de 2002 à 2010 (Hachinohe - Hakodate) et de 2010 à 2016 (Shin-Aomori - Hakodate)
- Limited Express (train de nuit)
  - Nihonkai : de 1988 à 2006 (Osaka - Hakodate)
  - Hokutosei : de 1988 à 2015 (Ueno - Sapporo)
  - Twilight Express : de 1989 à 2015 (Osaka - Sapporo)
  - Cassiopeia : de 1999 à 2016 (Ueno - Sapporo)

Depuis 2016 et l'ouverture de la ligne Shinkansen Hokkaidō, il n'y a pas plus de train de passagers utilisant le nom de ligne Kaikyō. Toutefois, des trains de fret continuent de circuler sur cette ligne pour relier l'île de Honshū à l'île de Hokkaidō.

## Gares
| Gare                             | Nom japonais   | Distance (km) | Correspondances                                                                  | Localisation | Localisation           |
| -------------------------------- | -------------- | ------------- | -------------------------------------------------------------------------------- | ------------ | ---------------------- |
| Naka-Oguni                       | 中小国         | 0             | JR East : Tsugaru                                                                | Sotogahama   | Préfecture d'Aomori    |
| Okutsugaru-Imabetsu              | 奥津軽いまべつ | 13,0          | JR Hokkaido : Shinkansen Hokkaidō JR East : Tsugaru (à Tsugaru-Futamata)         | Imabetsu     | Préfecture d'Aomori    |
| Tappi-Kaitei (fermée en 2014)    | 竜飛海底       | 32,5          |                                                                                  | Sotogahama   | Préfecture d'Aomori    |
| Tunnel du Seikan                 |                |               |                                                                                  |              |                        |
| Yoshioka-Kaitei (fermée en 2014) | 吉岡海底       | 55,5          |                                                                                  | Fukushima    | Préfecture de Hokkaidō |
| Shiriuchi (fermée en 2014)       | 知内駅         | 76,0          |                                                                                  | Shiriuchi    | Préfecture de Hokkaidō |
| Kikonai                          | 木古内         | 87,8          | JR Hokkaido : Shinkansen Hokkaidō South Hokkaido Railway : Dōnan Isaribi Tetsudō | Kikonai      | Préfecture de Hokkaidō |

## Matériel roulant
Il n'y a actuellement plus de train circulant sur cette ligne hormis des trains de fret.
Avant 2016 et l'ouverture de la ligne Shinkansen Hokkaidō, on trouvait :
- des automotrices de série 485, 785 et 789
- des voitures de série 14, 24 et E26 tractées par des locomotives de type ED79

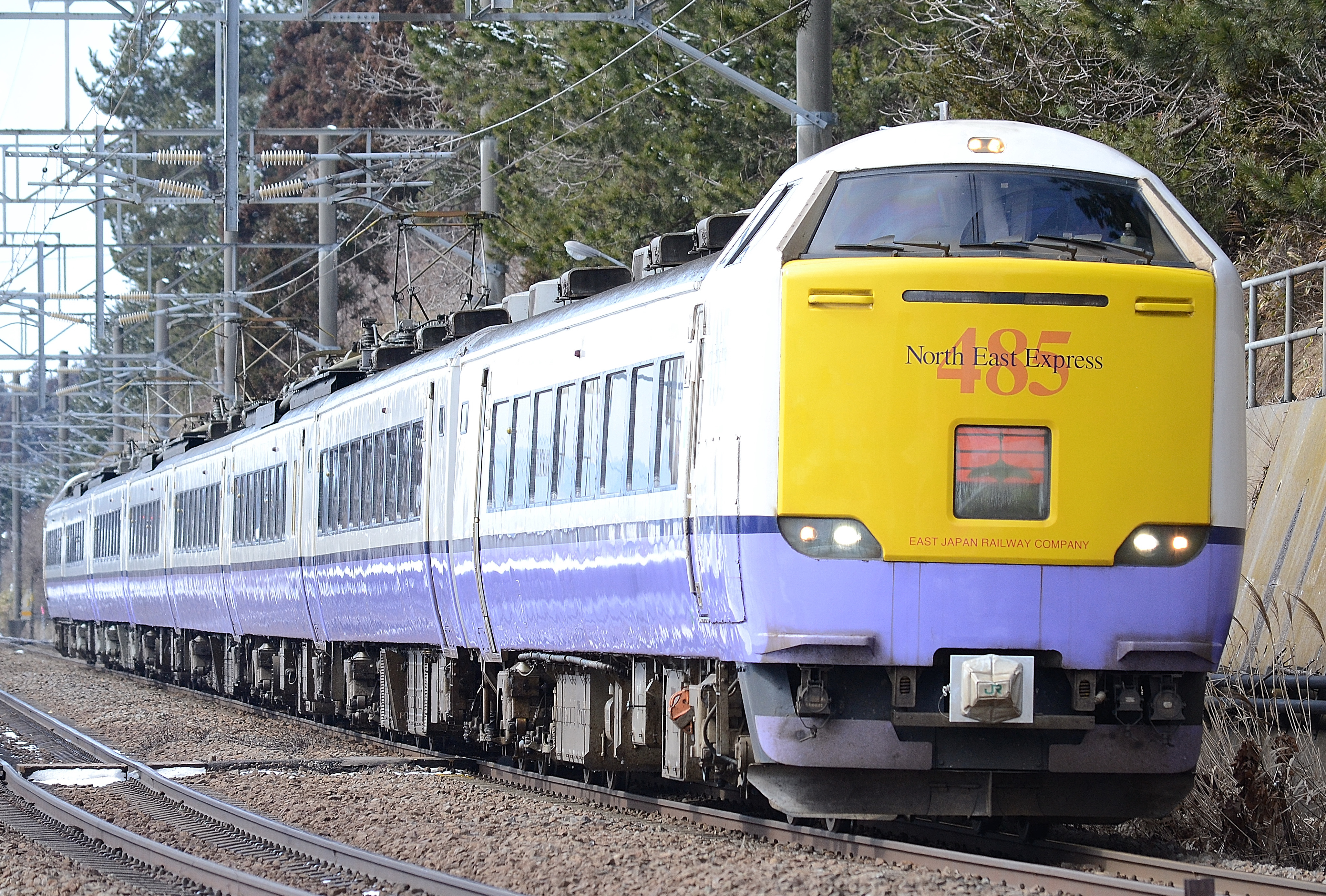
Série 485-3000 (Hakuchō)
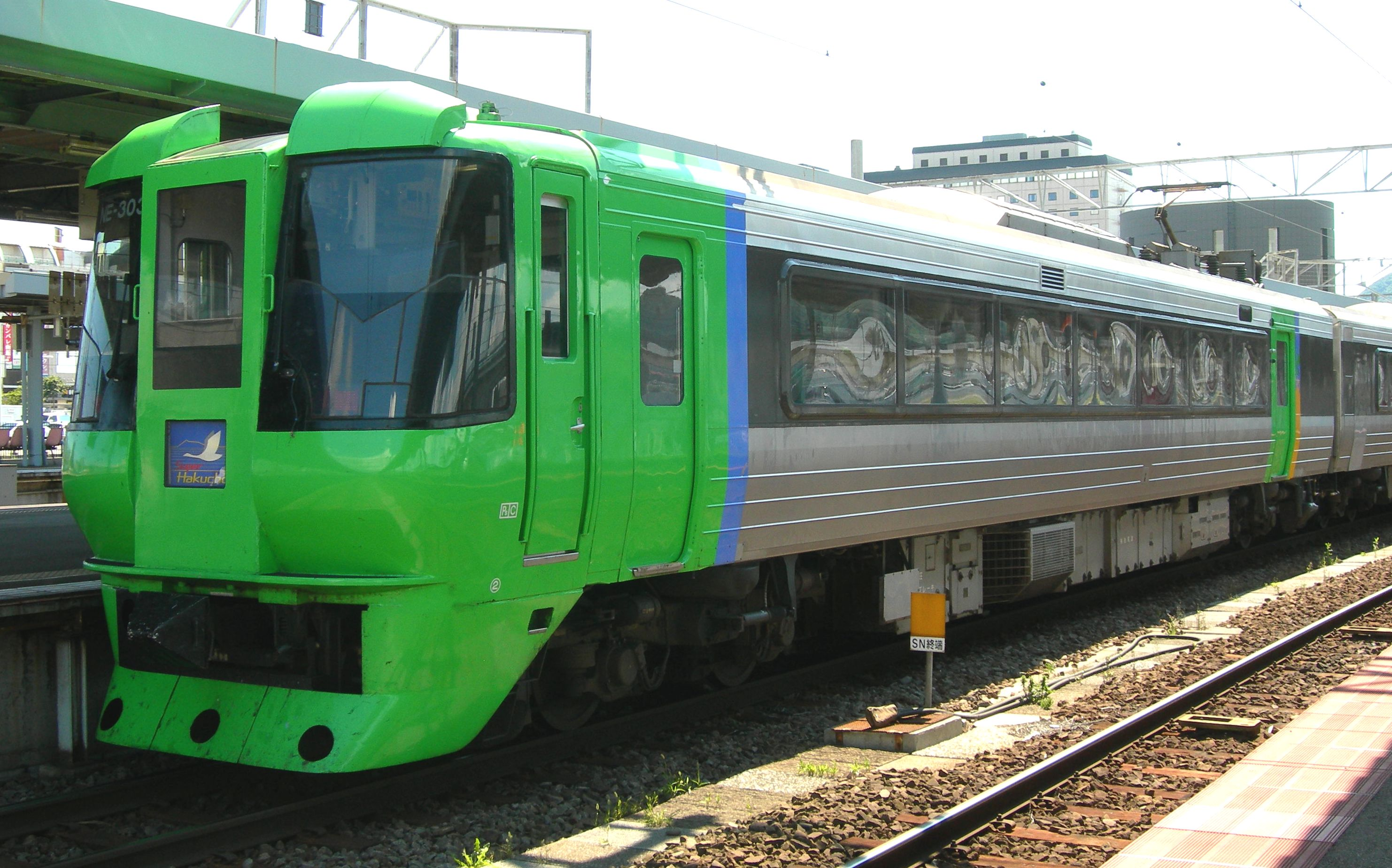
Série 785-3000 (Super Hakuchō)
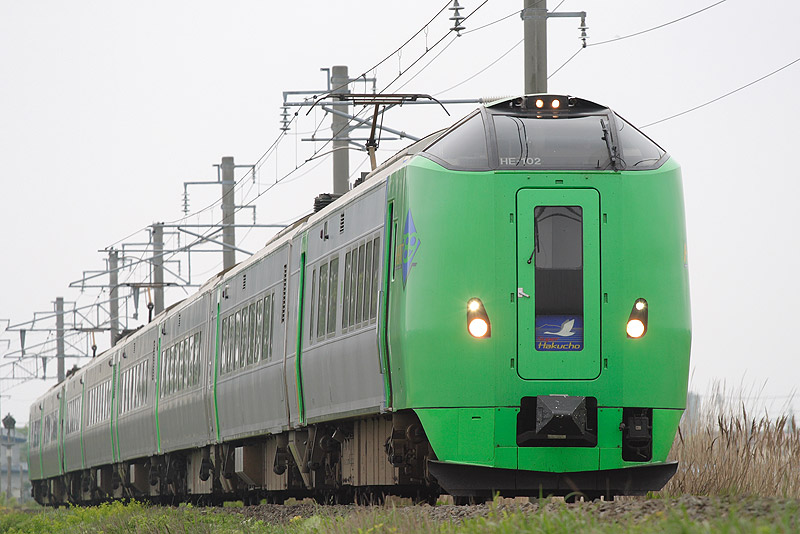
Série 789 (Super Hakuchō)
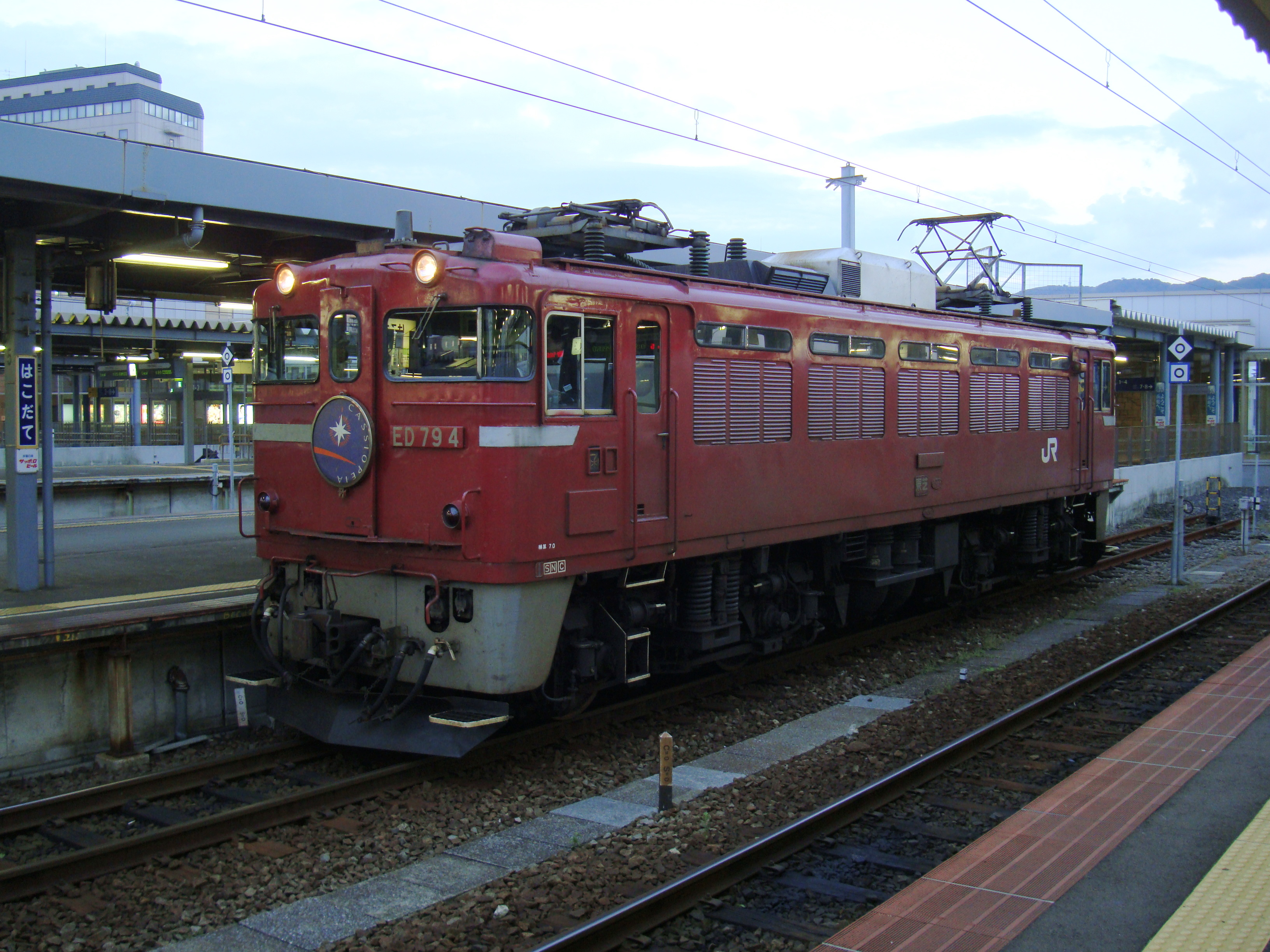
Série ED79 (Hanamasu, Cassiopeia, Hokutosei et Twilight Express)
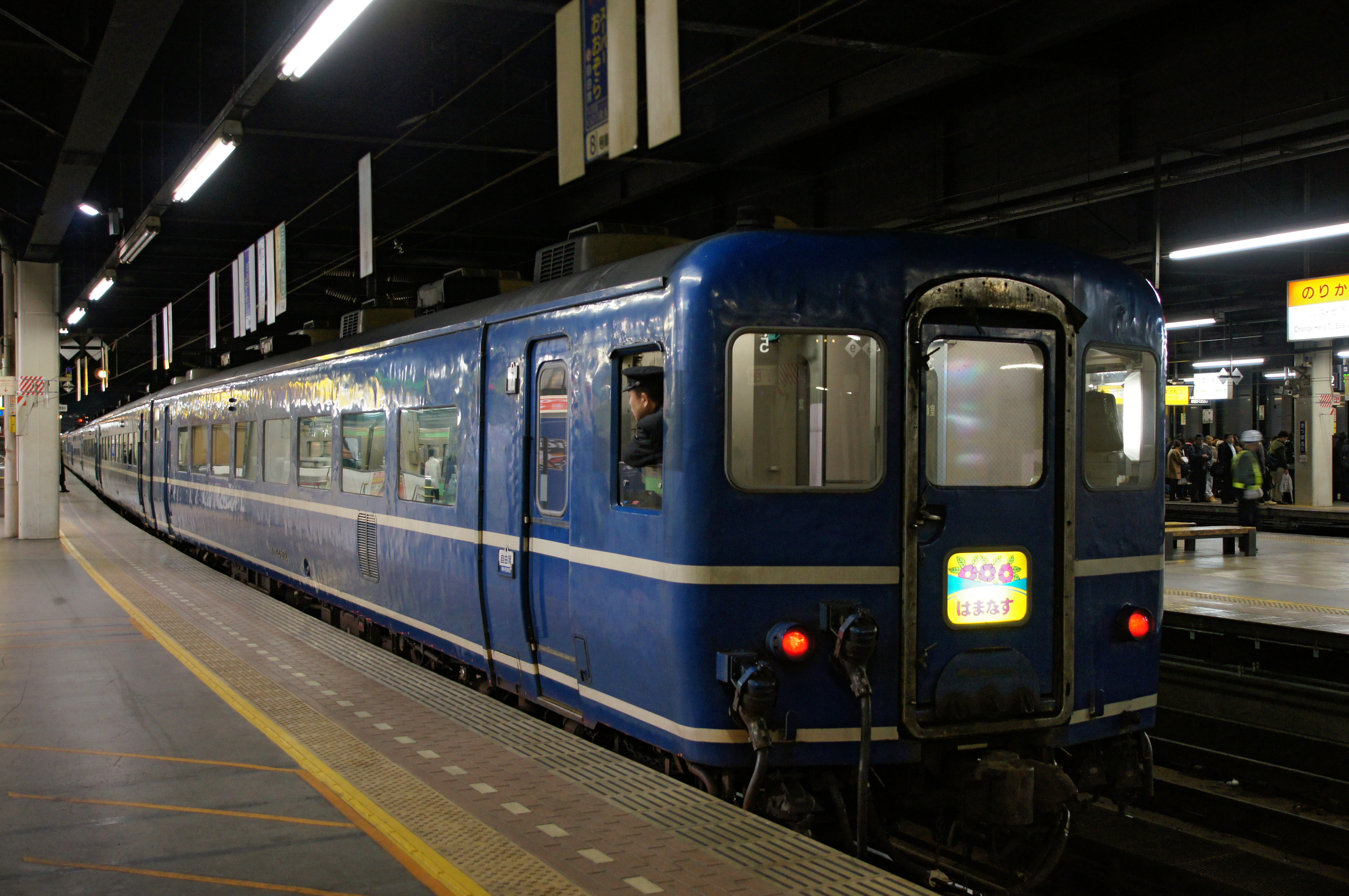
Série 14 (Hanamasu)
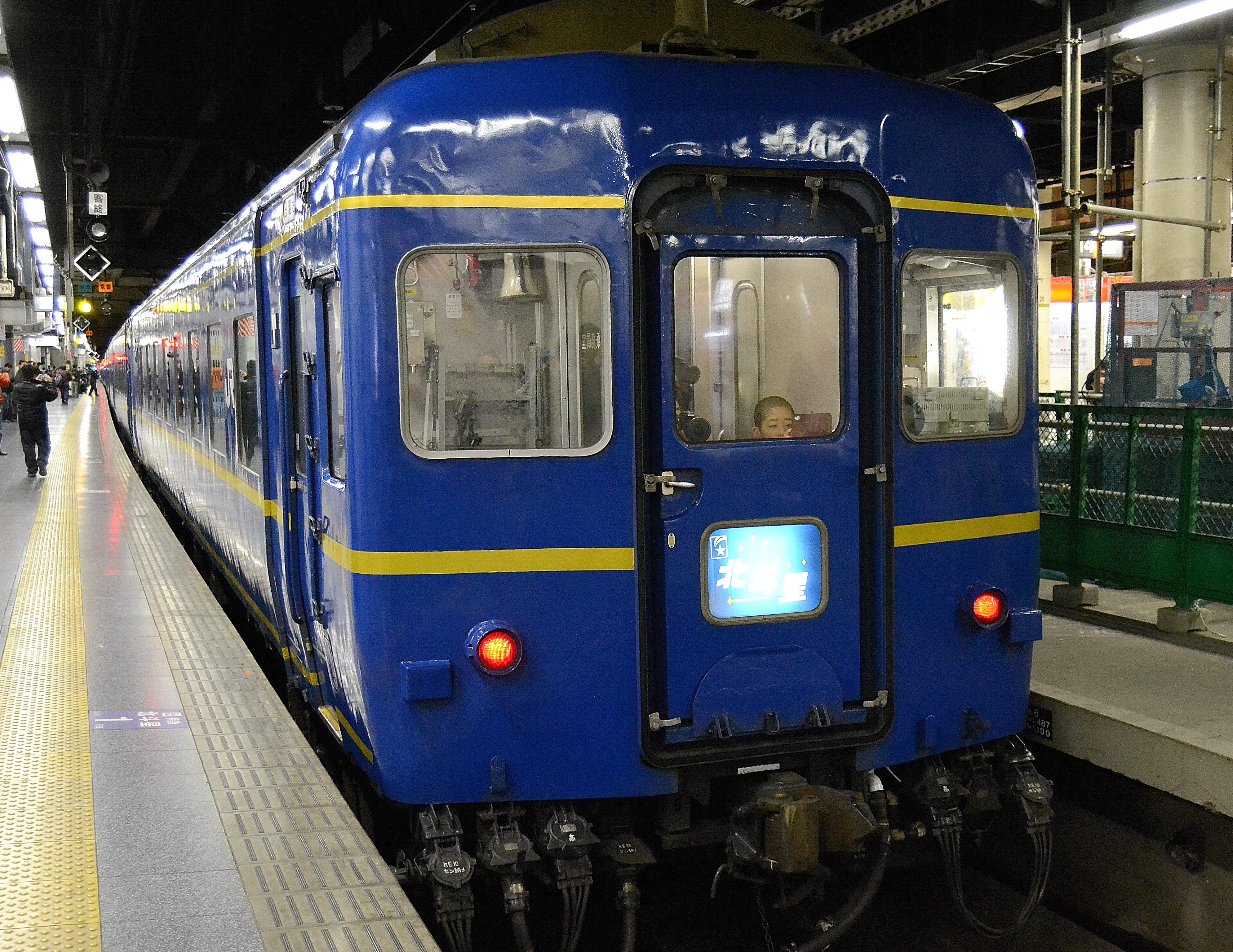
Série 24 (Hokutosei)
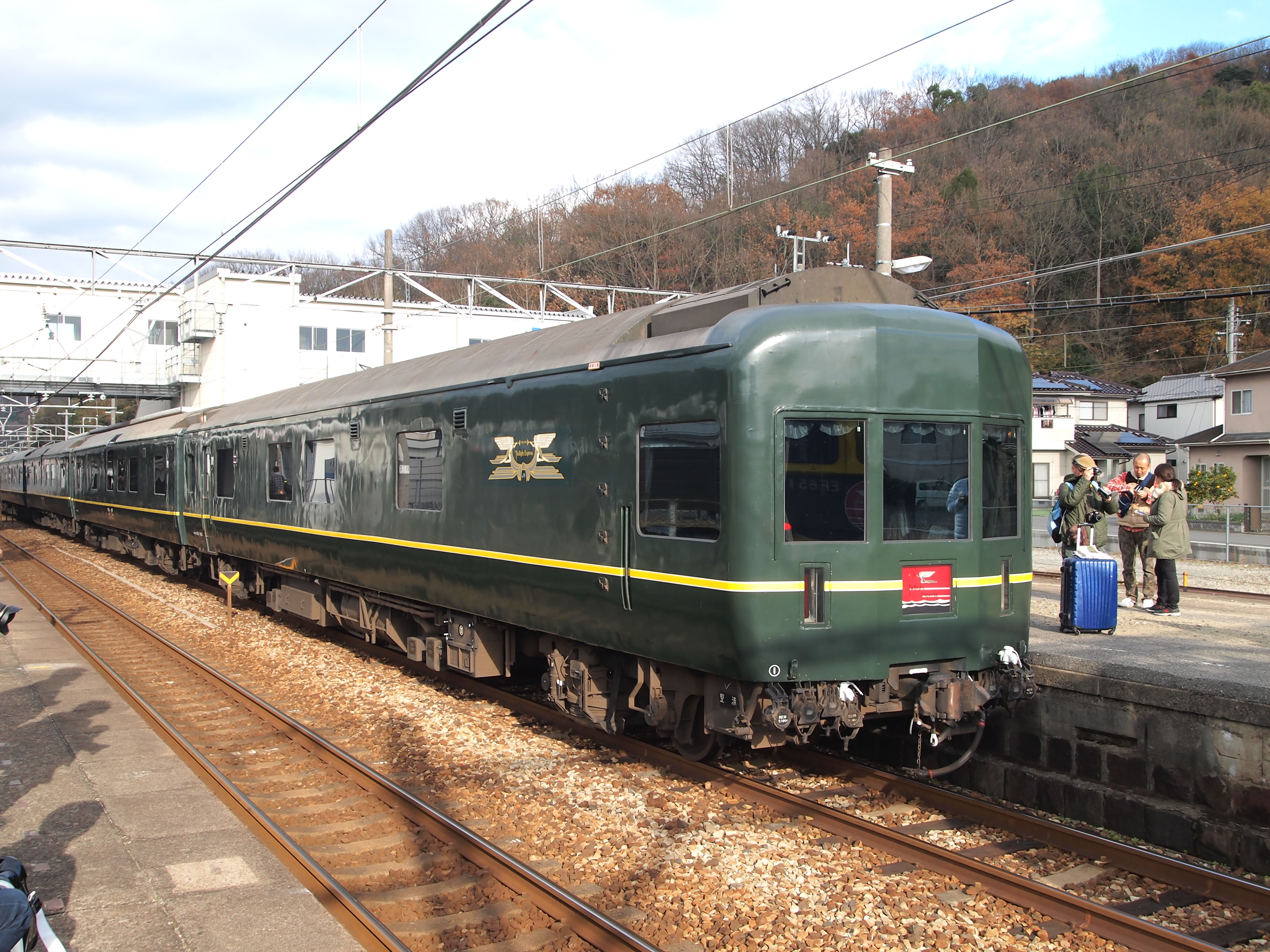
Série 24 (Twilight Express)
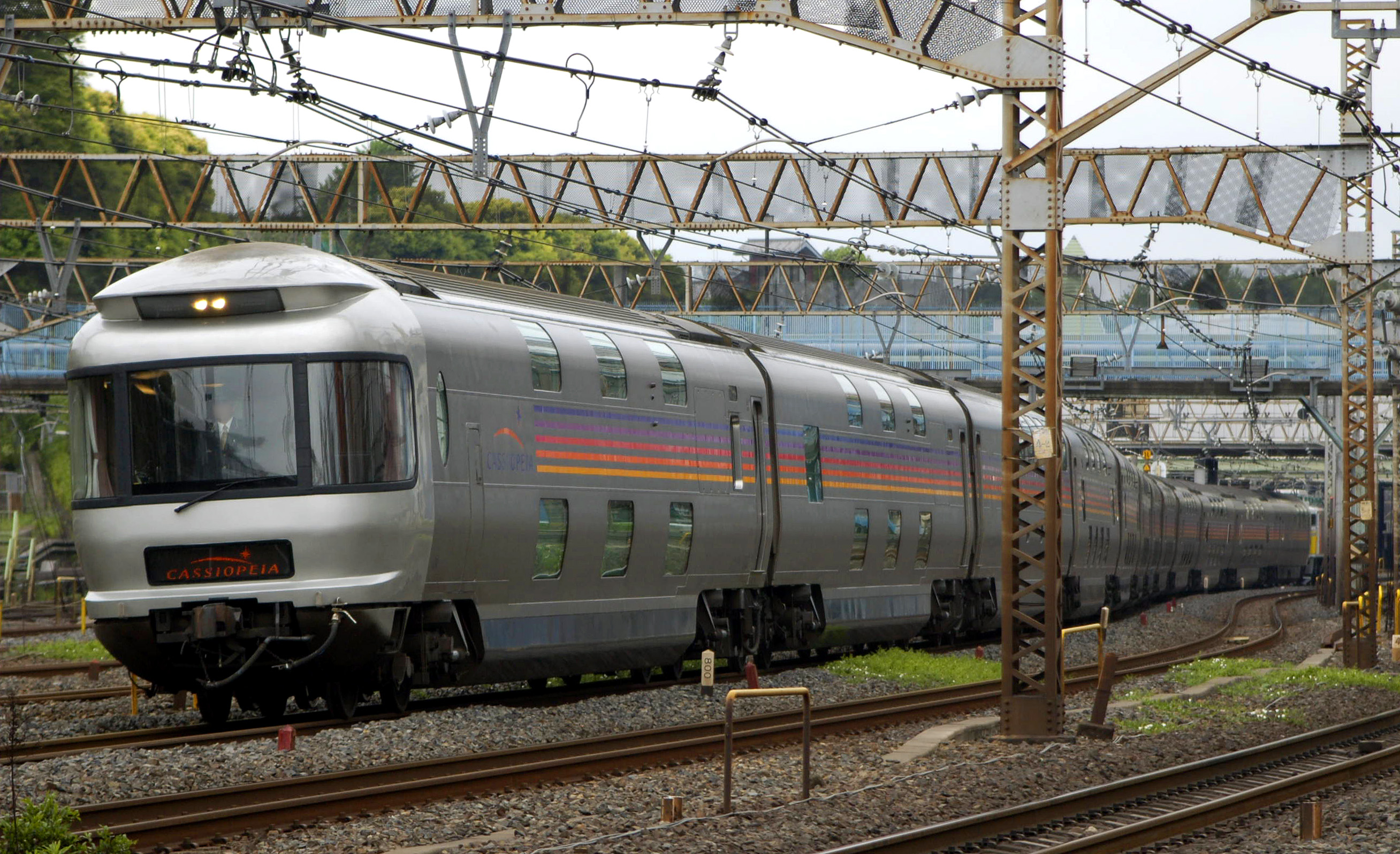
Série E26 (Cassiopeia)